# Де Квин (Арканзас)
Де Квин (енгл. De Queen) град је у америчкој савезној држави Арканзас.

## Демографија
По попису из 2010. године број становника је 6.594, што је 829 (14,4%) становника више него 2000. године.
| Група             | 2000.         | 2010.         |
| Белци             | 3.021 (52,4%) | 2.421 (36,7%) |
| Афроамериканци    | 350 (6,1%)    | 385 (5,8%)    |
| Азијати           | 12 (0,2%)     | 45 (0,7%)     |
| Хиспаноамериканци | 2.225 (38,6%) | 3.531 (53,5%) |
| Укупно            | 5.765         | 6.594         |